# Turmantas
Turmantas (ryska: Турмантас) är en ort i Litauen. Den ligger i den östra delen av landet, 130 km nordost om huvudstaden Vilnius. Turmantas ligger 139 meter över havet och antalet invånare är 282.
Terrängen runt Turmantas är platt, och sluttar norrut. Runt Turmantas är det glesbefolkat, med 17 invånare per kvadratkilometer. Närmaste större samhälle är Visaginas, 11,3 km söder om Turmantas. Omgivningarna runt Turmantas är en mosaik av jordbruksmark och naturlig växtlighet.